# Championnat de Russie de football de troisième division 2010
Navigation
Édition précédente Édition suivante
La saison 2010 de Vtoroï Divizion est la dix-neuvième édition de la troisième division russe. Elle prend place du 10 avril au 5 novembre 2010.
Soixante-quinze clubs du pays sont divisés en cinq zones géographiques (Centre, Est, Ouest, Oural-Povoljié, Sud) contenant entre onze et dix-sept équipes chacune, où ils s'affrontent deux à trois fois, à domicile et à l'extérieur. En fin de saison, le dernier de chaque zone est relégué en quatrième division, tandis que le vainqueur de chaque zone est directement promu en deuxième division.

## Compétition

### Règlement
Le classement est établi sur le barème de points suivant : trois points pour une victoire, un pour un match nul et aucun pour une défaite. Pour départager les équipes à égalité de points, les critères suivants sont utilisés :
1. Nombre de matchs gagnés
2. Confrontations directes (points, matchs gagnés, différence de buts, buts marqués, buts marqués à l'extérieur)
3. Différence de buts générale
4. Buts marqués (général)
5. Buts marqués à l'extérieur (général)

### Zone Centre

#### Participants
Légende des couleurs
- Relégué de deuxième division
- Promu de quatrième division

| Club                           | D3 depuis | Classement 2009    |
| ------------------------------ | --------- | ------------------ |
| Vitiaz Podolsk                 | 2010      | 11 (D2)            |
| Metallourg Lipetsk             | 2010      | 19 (D2)            |
| Avangard Podolsk               | 2009      | 3                  |
| FK Goubkine                    | 2006      | 4                  |
| Metallourg-Oskol Stary Oskol   | 2008      | 5                  |
| Lokomotiv Liski                | 2005      | 6                  |
| Rousitchi Orel                 | 2008      | 7                  |
| Spartak Tambov                 | 1997      | 9                  |
| Saturn-2 Joukovski             | 1998      | 12                 |
| Znamia Trouda Orekhovo-Zouïevo | 2007      | 14                 |
| Nika Moscou                    | 2005      | 16                 |
| Torpedo Moscou                 | 2010      | 1 (D4, Moscou)     |
| Zénith Penza                   | 2010      | 1 (D4, Povoljié)   |
| FK Kalouga                     | 2010      | 1 (D4, Tchernozem) |
| Zvezda Riazan                  | 2010      | Fondation          |
| Fakel Voronej                  | 2010      | Refondation        |

#### Classement
| Rang | Équipe                         | Pts | J  | G  | N  | P  | Bp | Bc | Diff |
| ---- | ------------------------------ | --- | -- | -- | -- | -- | -- | -- | ---- |
| 1    | Torpedo Moscou P               | 57  | 30 | 17 | 6  | 7  | 59 | 26 | +33  |
| 2    | FK Goubkine                    | 56  | 30 | 16 | 8  | 6  | 53 | 32 | +21  |
| 3    | Metallourg-Oskol Stary Oskol   | 55  | 30 | 16 | 7  | 7  | 47 | 32 | +15  |
| 4    | Fakel Voronej P                | 54  | 30 | 15 | 9  | 6  | 53 | 28 | +25  |
| 5    | Avangard Podolsk               | 53  | 30 | 17 | 2  | 11 | 51 | 33 | +18  |
| 6    | Vitiaz Podolsk R               | 52  | 30 | 15 | 7  | 8  | 53 | 34 | +19  |
| 7    | Metallourg Lipetsk R           | 50  | 30 | 15 | 5  | 10 | 41 | 36 | +5   |
| 8    | Zénith Penza P                 | 50  | 30 | 13 | 11 | 6  | 48 | 36 | +12  |
| 9    | Lokomotiv Liski                | 48  | 30 | 14 | 6  | 10 | 40 | 31 | +9   |
| 10   | FK Kalouga P                   | 43  | 30 | 12 | 7  | 11 | 27 | 31 | -4   |
| 11   | Zvezda Riazan P                | 42  | 30 | 12 | 6  | 12 | 37 | 49 | -12  |
| 12   | Saturn-2 Joukovski             | 37  | 30 | 11 | 4  | 15 | 40 | 45 | -5   |
| 13   | Rousitchi Orel                 | 31  | 30 | 7  | 10 | 13 | 44 | 43 | +1   |
| 14   | Spartak Tambov                 | 26  | 30 | 6  | 8  | 16 | 28 | 42 | -14  |
| 15   | Znamia Trouda Orekhovo-Zouïevo | 11  | 30 | 2  | 5  | 23 | 26 | 71 | -45  |
| 16   | Nika Moscou                    | 3   | 30 | 0  | 3  | 27 | 11 | 89 | -78  |

Promotion en deuxième division
- 1er et 4e : promotion

Relégation en quatrième division
- 16e : relégation

- 5e et 12e : rétrogradation

Abréviations
- P : Promu de quatrième division
- R : Relégué de deuxième division

1. ↑  Le Fakel Voronej prend la place du FK Krasnodar promu en première division.
2. ↑  L'Avangard Podolsk fusionne avec le Vitiaz Podolsk et disparaît à l'issue de la saison.
3. ↑  Le Saturn-2 disparaît à l'issue de la saison en raison de la rétrogradation administrative du Saturn Ramenskoïe en troisième division pour la saison 2011-2012.

### Zone Est

#### Participants
Légende des couleurs
- Relégué de deuxième division
- Promu de quatrième division

| Club                              | D3 depuis | Classement 2009 |
| --------------------------------- | --------- | --------------- |
| FK Tchita                         | 2010      | 17 (D2)         |
| Dinamo Barnaoul                   | 2009      | 2               |
| Metallourg-Ienisseï Krasnoïarsk   | 2007      | 3               |
| Metallourg-Kouzbass Novokouznetsk | 2009      | 4               |
| Sibiriak Bratsk                   | 1998      | 5               |
| Smena Komsomolsk-sur-l'Amour      | 2002      | 6               |
| Sakhaline Ioujno-Sakhalinsk       | 2007      | 7               |
| Kouzbass Kemerovo                 | 2008      | 8               |
| Okean Nakhodka                    | 1997      | 9               |
| Radian-Baïkal Irkoutsk            | 2010      | 2 (D4, Sibérie) |
| Mostovik-Primorié Oussouriisk     | 2010      | Inscription     |

#### Classement
| Rang | Équipe                            | Pts | J  | G  | N  | P  | Bp | Bc | Diff |
| ---- | --------------------------------- | --- | -- | -- | -- | -- | -- | -- | ---- |
| 1    | Metallourg-Ienisseï Krasnoïarsk   | 61  | 30 | 18 | 7  | 5  | 50 | 24 | +26  |
| 2    | Radian-Baïkal Irkoutsk P          | 56  | 30 | 17 | 5  | 8  | 56 | 43 | +13  |
| 3    | FK Tchita R                       | 53  | 30 | 15 | 8  | 7  | 43 | 27 | +16  |
| 4    | Dinamo Barnaoul                   | 48  | 30 | 14 | 6  | 10 | 48 | 42 | +6   |
| 5    | Sakhaline Ioujno-Sakhalinsk       | 47  | 30 | 12 | 11 | 7  | 38 | 29 | +9   |
| 6    | Metallourg-Kouzbass Novokouznetsk | 47  | 30 | 11 | 14 | 5  | 49 | 29 | +20  |
| 7    | Smena Komsomolsk-sur-l'Amour      | 46  | 30 | 12 | 10 | 8  | 41 | 27 | +14  |
| 8    | Kouzbass Kemerovo                 | 29  | 30 | 8  | 5  | 17 | 29 | 45 | -16  |
| 9    | Mostovik-Primorié Oussouriisk P   | 26  | 30 | 6  | 8  | 16 | 29 | 54 | -25  |
| 10   | Sibiriak Bratsk                   | 24  | 30 | 6  | 6  | 18 | 27 | 50 | -23  |
| 11   | Okean Nakhodka                    | 14  | 30 | 2  | 8  | 20 | 18 | 58 | -40  |

Promotion en deuxième division
- 1er : promotion

Relégation en quatrième division
- 11e : relégation

Abréviations
- P : Promu de quatrième division
- R : Relégué de deuxième division

### Zone Ouest

#### Participants
Légende des couleurs
- Promu de quatrième division

| Club                                 | D3 depuis | Classement 2009     |
| ------------------------------------ | --------- | ------------------- |
| Torpedo Vladimir                     | 2001      | 2                   |
| Spartak Kostroma                     | 1998      | 3                   |
| FK Istra                             | 2008      | 4                   |
| Lokomotiv-2 Moscou                   | 2009      | 5                   |
| Sever Mourmansk                      | 2008      | 6                   |
| Volga Tver                           | 2004      | 7                   |
| Dinamo Vologda                       | 1994      | 8                   |
| Volotchanine-Ratmir Vychni Volotchek | 1998      | 9                   |
| Zelenograd Moscou                    | 2007      | 11                  |
| Pskov-747                            | 2008      | 12                  |
| Cheksna Tcherepovets                 | 2000      | 13                  |
| Dniepr Smolensk                      | 2009      | 13 (Centre)         |
| Torpedo-ZIL Moscou                   | 2006      | 14                  |
| Nara-CBFR Naro-Fominsk               | 2005      | 15                  |
| Tekstilchtchik Ivanovo               | 2008      | 17                  |
| Sportakademklub Moscou               | 2009      | 18                  |
| Dinamo Kostroma                      | 2010      | 1 (D4, Anneau d'or) |

#### Classement
| Rang | Équipe                               | Pts | J  | G  | N  | P  | Bp | Bc | Diff |
| ---- | ------------------------------------ | --- | -- | -- | -- | -- | -- | -- | ---- |
| 1    | Torpedo Vladimir                     | 68  | 32 | 20 | 8  | 4  | 64 | 25 | +39  |
| 2    | Torpedo-ZIL Moscou                   | 64  | 32 | 19 | 7  | 6  | 58 | 30 | +28  |
| 3    | Lokomotiv-2 Moscou                   | 60  | 32 | 17 | 9  | 6  | 49 | 29 | +20  |
| 4    | Dinamo Vologda                       | 55  | 32 | 16 | 7  | 9  | 51 | 36 | +15  |
| 5    | Cheksna Tcherepovets                 | 49  | 32 | 14 | 7  | 11 | 40 | 38 | +2   |
| 6    | Sever Mourmansk                      | 47  | 32 | 13 | 8  | 11 | 40 | 34 | +6   |
| 7    | Volotchanine-Ratmir Vychni Volotchek | 46  | 32 | 14 | 4  | 14 | 41 | 42 | -1   |
| 8    | FK Istra                             | 44  | 32 | 13 | 5  | 14 | 45 | 41 | +4   |
| 9    | Volga Tver                           | 44  | 32 | 12 | 8  | 12 | 30 | 29 | +1   |
| 10   | Dniepr Smolensk                      | 43  | 32 | 12 | 7  | 13 | 37 | 45 | -8   |
| 11   | Pskov-747                            | 40  | 32 | 11 | 7  | 14 | 41 | 55 | -14  |
| 12   | Nara-CBFR Naro-Fominsk               | 39  | 32 | 9  | 12 | 11 | 34 | 32 | +2   |
| 13   | Spartak Kostroma                     | 38  | 32 | 10 | 8  | 14 | 29 | 37 | -8   |
| 14   | Zelenograd Moscou                    | 36  | 32 | 10 | 6  | 16 | 36 | 44 | -8   |
| 15   | Dinamo Kostroma P                    | 32  | 32 | 9  | 5  | 18 | 34 | 51 | -17  |
| 16   | Tekstilchtchik Ivanovo               | 31  | 32 | 7  | 10 | 15 | 37 | 47 | -10  |
| 17   | Sportakademklub Moscou               | 18  | 32 | 4  | 6  | 22 | 27 | 78 | -51  |

Promotion en deuxième division
- 1er : promotion

Relégation en quatrième division
- 17e : relégation

- 2e, 12e et 14e : rétrogradation

Abréviations
- P : Promu de quatrième division
- R : Relégué de deuxième division

1. ↑  Le Torpedo-ZIL Moscou est dissous à l'issue de la saison.
2. ↑  Le Nara-CBFR Naro-Fominsk est rétrogradé en quatrième division à l'issue de la saison.
3. ↑  Le Zelenograd Moscou refuse de prendre part à la saison 2011-2012 de la compétition.

### Zone Oural-Povoljié

#### Participants
Légende des couleurs
- Relégué de deuxième division

| Club                        | D3 depuis | Classement 2009 |
| --------------------------- | --------- | --------------- |
| Nosta Novotroïtsk           | 2010      | 12 (D2)         |
| Gorniak Outchaly            | 2008      | 2               |
| SOYOUZ-Gazprom Ijevsk       | 2005      | 3               |
| Volga Oulianovsk            | 2009      | 4               |
| FK Tcheliabinsk             | 1998      | 5               |
| FK Tioumen                  | 2006      | 6               |
| Gazovik Orenbourg           | 1998      | 7               |
| Bachinformsviaz-Dinamo Oufa | 2009      | 9               |
| Khimik Dzerjinsk            | 2008      | 10              |
| Sokol Saratov               | 2007      | 11              |
| Dinamo Kirov                | 1999      | 13              |
| Neftekhimik Nijnekamsk      | 2005      | 14              |
| Rubin-2 Kazan               | 2004      | 15              |
| Akademia Togliatti          | 2000      | 16              |

#### Classement
| Rang | Équipe                      | Pts | J  | G  | N | P  | Bp | Bc | Diff |
| ---- | --------------------------- | --- | -- | -- | - | -- | -- | -- | ---- |
| 1    | Gazovik Orenbourg           | 64  | 26 | 20 | 4 | 2  | 62 | 18 | +44  |
| 2    | FK Tioumen                  | 54  | 26 | 16 | 6 | 4  | 53 | 26 | +27  |
| 3    | SOYOUZ-Gazprom Ijevsk       | 47  | 26 | 14 | 5 | 7  | 39 | 24 | +15  |
| 4    | Gorniak Outchaly            | 47  | 26 | 13 | 8 | 5  | 43 | 22 | +21  |
| 5    | Sokol Saratov               | 46  | 26 | 13 | 7 | 6  | 39 | 31 | +8   |
| 6    | FK Tcheliabinsk             | 45  | 26 | 13 | 6 | 7  | 37 | 28 | +9   |
| 7    | Neftekhimik Nijnekamsk      | 45  | 26 | 12 | 9 | 5  | 49 | 32 | +17  |
| 8    | Akademia Togliatti          | 40  | 26 | 12 | 4 | 10 | 41 | 32 | +9   |
| 9    | Khimik Dzerjinsk            | 29  | 26 | 7  | 8 | 11 | 28 | 39 | -11  |
| 10   | Bachinformsviaz-Dinamo Oufa | 28  | 26 | 8  | 4 | 14 | 24 | 38 | -14  |
| 11   | Volga Oulianovsk            | 26  | 26 | 6  | 8 | 12 | 19 | 29 | -10  |
| 12   | Nosta Novotroïtsk R         | 18  | 26 | 5  | 3 | 18 | 28 | 66 | -38  |
| 13   | Dinamo Kirov                | 15  | 26 | 3  | 6 | 17 | 14 | 50 | -36  |
| 14   | Rubin-2 Kazan               | 2   | 26 | 0  | 2 | 24 | 16 | 57 | -41  |

Promotion en deuxième division
- 1er : promotion

Relégation en quatrième division
- 3e : rétrogradation

Abréviations
- R : Relégué de deuxième division

1. ↑  Le SOYOUZ-Gazprom Ijevsk disparaît à l'issue de la saison.

### Zone Sud

#### Participants
Légende des couleurs
- Relégué de deuxième division
- Promu de quatrième division

| Club                          | D3 depuis | Classement 2009 |
| ----------------------------- | --------- | --------------- |
| Tchernomorets Novorossiisk    | 2010      | 18 (D2)         |
| Torpedo Armavir               | 2009      | 4               |
| Avtodor Vladikavkaz           | 1995      | 5               |
| Machouk-KMV Piatigorsk        | 2009      | 6               |
| Energia Voljski               | 2007      | 7               |
| Bataïsk-2007                  | 2007      | 8               |
| Krasnodar-2000                | 2001      | 9               |
| FK Astrakhan                  | 2000      | 10              |
| Droujba Maïkop                | 1999      | 11              |
| SKA Rostov                    | 2009      | 12              |
| Dagdizel Kaspiisk             | 2008      | 14              |
| Kavkaztransgaz-2005 Ryzdvyany | 2006      | 15              |
| Angoucht Nazran               | 2009      | 16              |
| FK Taganrog                   | 2006      | 18              |
| MITOS Novotcherkassk          | 2010      | 3 (D4, Sud)     |
| Faïour Beslan                 | 2010      | Fondation       |
| Dinamo Stavropol              | 2010      | Refondation     |

#### Classement
| Rang | Équipe                        | Pts | J  | G  | N  | P  | Bp | Bc | Diff |
| ---- | ----------------------------- | --- | -- | -- | -- | -- | -- | -- | ---- |
| 1    | Tchernomorets Novorossiisk R  | 76  | 32 | 24 | 4  | 4  | 63 | 20 | +43  |
| 2    | Torpedo Armavir               | 69  | 32 | 20 | 9  | 3  | 41 | 15 | +26  |
| 3    | Machouk-KMV Piatigorsk        | 62  | 32 | 18 | 8  | 6  | 53 | 27 | +26  |
| 4    | FK Astrakhan                  | 58  | 32 | 17 | 7  | 8  | 58 | 35 | +23  |
| 5    | Krasnodar-2000                | 56  | 32 | 15 | 11 | 6  | 51 | 27 | +24  |
| 6    | Faïour Beslan P               | 45  | 32 | 12 | 9  | 11 | 36 | 37 | -1   |
| 7    | Kavkaztransgaz-2005 Ryzdvyany | 44  | 32 | 12 | 8  | 12 | 40 | 51 | -11  |
| 8    | MITOS Novotcherkassk P        | 42  | 32 | 11 | 9  | 12 | 47 | 45 | +2   |
| 9    | Droujba Maïkop                | 41  | 32 | 12 | 5  | 15 | 37 | 40 | -3   |
| 10   | Angoucht Nazran               | 40  | 32 | 9  | 13 | 10 | 37 | 43 | -6   |
| 11   | Energia Voljski               | 39  | 32 | 10 | 9  | 13 | 43 | 52 | -9   |
| 12   | Dagdizel Kaspiisk             | 37  | 32 | 10 | 7  | 15 | 42 | 42 | 0    |
| 13   | Dinamo Stavropol P            | 37  | 32 | 8  | 13 | 11 | 34 | 47 | -13  |
| 14   | SKA Rostov                    | 36  | 32 | 9  | 9  | 14 | 34 | 39 | -5   |
| 15   | FK Taganrog                   | 28  | 32 | 8  | 4  | 20 | 28 | 53 | -25  |
| 16   | Avtodor Vladikavkaz           | 23  | 32 | 5  | 8  | 19 | 31 | 50 | -19  |
| 17   | Bataïsk-2007                  | 15  | 32 | 4  | 3  | 25 | 19 | 71 | -52  |

Promotion en deuxième division
- 1er : promotion

Relégation en quatrième division
- 5e et 16e : rétrogradation

- 17e : abandon

Abréviations
- P : Promu de quatrième division
- R : Relégué de deuxième division

1. ↑  Le Krasnodar-2000 disparaît à l'issue de la saison.
2. ↑  L'Avtodor Vladikavkaz disparaît à l'issue de la saison.
3. ↑  Le Bataïsk-2007 abandonne la compétition durant le mois de juillet 2010. Ses matchs restants sont comptés comme des défaites sur tapis vert sur le score de 3-0 en faveur de l'adversaire.

## Coupe PFL
La saison 2010 voit se jouer la huitième et dernière édition de la coupe PFL à la fin de la saison durant le mois de novembre. Celle-ci regroupe les vainqueurs de chaque groupe au sein d'une poule unique et les voit s'affronter chacun une fois sur terrain neutre, au stade Loujniki de Moscou. Le premier au classement à l'issue du tournoi est désigné champion de la troisième division et se voit remettre le trophée de la coupe PFL.
Le Tchernomorets Novorossiisk remporte la compétition et est désigné champion de la troisième division.
| Rang | Équipe                          | Pts | J | G | N | P | Bp | Bc | Diff |  | Résultats (▼ dom., ► ext.)      | TCH | GAZ | TPV | MIK | TPM |
| ---- | ------------------------------- | --- | - | - | - | - | -- | -- | ---- |  | ------------------------------- | --- | --- | --- | --- | --- |
| 1    | Tchernomorets Novorossiisk      | 7   | 4 | 2 | 1 | 1 | 7  | 5  | +2   |  | Tchernomorets Novorossiisk      |     | 2-1 | 0-1 |     |     |
| 2    | Gazovik Orenbourg               | 7   | 4 | 2 | 1 | 1 | 8  | 5  | +3   |  | Gazovik Orenbourg               |     |     | 3-2 |     | 1-1 |
| 3    | Torpedo Vladimir                | 5   | 4 | 1 | 2 | 1 | 5  | 5  | 0    |  | Torpedo Vladimir                |     |     |     | 2-2 | 0-0 |
| 4    | Metallourg-Ienisseï Krasnoïarsk | 4   | 4 | 1 | 1 | 2 | 6  | 9  | -3   |  | Metallourg-Ienisseï Krasnoïarsk | 1-3 | 0-3 |     |     |     |
| 5    | Torpedo Moscou                  | 3   | 4 | 0 | 3 | 1 | 4  | 6  | -2   |  | Torpedo Moscou                  | 2-2 |     |     | 1-3 |     |